# 10 février 1940
Le samedi 10 février 1940 est le 41e jour de l'année 1940.

## Naissances
- Emmanuel Hendrickx, politicien belge
- Ernst Köpf, joueur de hockey sur glace allemand
- Hamish Imlach (mort le 1er janvier 1996), chanteur britannique
- Mary Rand, athlète britannique
- Mutsuhiko Nomura, joueur de football japonais
- Tadeusz Ferenc, homme politique polonais de Rzeszów
- Volkert Merl, pilote automobile allemand

## Événements
- Découverte de (1528) Conrada
- Création des 2e et 3e division légère de cavalerie française
- Début de la première phase de déportation des populations polonaises des territoires annexés par l’URSS : 220 000 personnes seront déportées vers le nord de la Russie européenne[réf. souhaitée].
- Diffusion du premier épisode de Tom et Jerry